# 女の絶唱
『女の絶唱』（おんなのぜっしょう）は、竹田敏彦の小説作品、およびそれを原作とするテレビドラマである。

## テレビドラマ
1969年2月24日から同年4月18日まで第1シリーズがTBS系全国ネットの昼ドラ枠『花王 愛の劇場』で放送。『テレビ映画』からのリニューアル後に放送された最初の作品となった。
その後も1970年1月5日から同年2月27日まで第2シリーズが『新・女の絶唱』と題して、TBS系全国ネットの昼ドラ枠『花王 愛の劇場』で放送されていた。
第1シリーズ、第2シリーズ共に、一部の資料にて当時TBS系列（腸捻転解消前）であった朝日放送（ABC）の制作により放送されたという記述があるが岩崎嘉一プロデューサーを始め多くのスタッフがTBSの社員でありこれは誤り。

### キャスト
- 島崎和子：三ツ矢歌子
- 志賀邦彦：小泉博
- 島崎隆助：富田浩太郎
- 島崎富子：桶田奈保美
- 倉野章子
- 野田睦美（岡本茉莉）
- 柳川慶子
- 内海敏彦
- 内木祥裕（第1シリーズのみ）

### スタッフ
- 監督：杉江敏男、野長瀬三摩地
- 脚本：中井多津夫、大藪郁子、冨田義朗（第2シリーズのみ）
- 音楽：松井八郎
- プロデューサー：錦織正信（東宝）、岩崎嘉一（TBS）

### 主題歌
- 「女の絶唱」（歌：笹みどり）
  - 作詞：関沢新一／作曲・編曲：安藤実親

## 前後番組
| TBS系列 花王 愛の劇場                                                  | TBS系列 花王 愛の劇場                                                    | TBS系列 花王 愛の劇場                          |
| 前番組                                                                 | 番組名                                                                   | 次番組                                         |
| ---------------------------------------------------------------------- | ------------------------------------------------------------------------ | ---------------------------------------------- |
| （枠設置前）                                                           | 女の絶唱 （1969年2月24日 - 1969年4月18日）                               | 三百六十五夜 （1969年4月21日 - 1969年6月13日） |
| TBS 平日13:00 - 13:30枠                                                |                                                                          |                                                |
| 女の旅路 （1968年12月16日 - 1969年2月21日） 【ここまで『テレビ映画』】 | 女の絶唱 （1969年2月24日 - 1969年4月18日） 【ここから『花王 愛の劇場』】 | 三百六十五夜 （1969年4月21日 - 1969年6月13日） |
| 朝日放送 平日13:15 - 13:45枠                                           |                                                                          |                                                |
| 女の旅路 （1968年12月16日 - 1969年2月21日） 【ここまで『テレビ映画』】 | 女の絶唱 （1969年2月24日 - 1969年4月18日） 【ここから『花王 愛の劇場』】 | 三百六十五夜 （1969年4月21日 - 1969年6月13日） |
| TBS系列 花王 愛の劇場                                                  |                                                                          |                                                |
| 君は心の妻だから （1969年11月17日 - 1970年1月2日）                     | 新・女の絶唱 （1970年1月5日 - 1970年2月27日）                            | 女のうず潮 （1970年3月2日 - 1970年4月24日）    |